# Mogamulizumab
Mogamulizumab, es un medicamento utilizado para tratar la micosis fungoide y la enfermedad de Sézary,  es vendido bajo varias marcas incluyendo Poteligeo. Se utiliza cuando otros tratamientos no son efectivos. Este medicamento se administra mediante inyección gradual en una vena.
Los efectos secundarios de este medicamento incluyen erupción cutánea, neumonía, fiebre y celulitis, otros efectos secundarios pueden incluir síndrome de Stevens-Johnson, sepsis, neumonitis, miocarditis y polimiositis. Usar este medicamento durante el embarazo puede dañar al bebé. Es un anticuerpo monoclonal que se une al receptor de quimiocina CC 4 que se encuentra en los glóbulos blancos.
Este medicamento fue aprobado para uso médico en los Estados Unidos y Europa en 2018.En el Reino Unido, 4 mg le costaron al NHS aproximadamente 1300 libras esterlinas en 2021. Esta cantidad en Estados Unidos cuesta unos 4.200 dólares estadounidenses.